# エラベル
エラベルは、株式会社PLAN-Bが運営する商品比較メディアサイト。
コンセプトは「選ぶをもっと楽しく」であると公式HPに記載されている。

## 概要
2021年5月31日リリース。
複数の商品比較ランキングを切り替えられる他、各分野に精通した専門家を情報源として起用、また数百名〜千人規模のアンケート調査による信頼性の担保が特徴としてあげられる。
これまでに、岡田隆（体育学者）や藤本なおよ、などの専門家が登場している。